# Тельгараев, Сейфолла Пиримович
Сейфолла́ Пири́мович Тельгара́ев (каз. Сейфолла Пірімұлы Телғараев; 14 декабря 1910 — 25 августа 1975) — советский и казахский актёр, Народный артист Казахской ССР. Один из первых артистов казахского театра.

## Биография
Родился 14 декабря 1910 года в Кызылординской области.
В 1931 году окончил режиссёрские курсы при Театре рабочей молодежи в Москве. В 1932 году по указанию обкома комсомола Казахстана организовал в Караганде Театр рабочей молодежи и возглавил его художественную часть.
С 1932 года до конца жизни работал в Казахском государственном академическом драматическом театре имени М. Ауэзова. Одной из первых ролей, сыгранных им на сцене этого театра, стал Тастабан в драме И. Жансугурова «Месть».
В 1958 году он принял участие в Декаде казахской литературы и искусства в Москве. Выступал с Казахским государственным академическим драматическим театром в Казани, Уфе, Нукусе и Бишкеке. Также работал педагогом в театральной студии Казахского государственного академического драматического театра.
Скончался 25 августа 1975 года в Алма-Ате.

## Основные роли на сцене
1. Г. Мусрепов «Амангельды» — Тымакбай
2. С. Муканов «Шокан Валиханов» — Жайнак
3. М. Ауэзов, Л. Соболев «Абай» — Жиренше, Баймагамбет
4. А. Абишев, «Қырағылық» — Жартыбай
5. Ш. Хусайынов «Марабай» — Yдері
6. А. Тажибаев «Перед свадьбой» — Байбол
7. А. Тажибаев «Одно дерево не лес» — Абильбек
8. К. Мухамеджанов «Құдағи келіпті» — Дауылбай
9. Т. Ахтанов «Сауле» — Кудайберген
10. Т. Ахтанов «Неожиданная встреча» — Мангаз
11. Г. Мустафин «Миллионер» — Айдар
12. Б. Чирсков «Победители» — Минутка
13. Н. Гоголь «Ревизор» — Бобчинский
14. У. Шекспир «Отелло» — Родриго
15. У. Шекспир «Асауға тұсау» — Грумио
16. Ж. Б. Мольер «Сараң» — Лафлеш

## Фильмография
1. 1945 «Песни Абая» — Кокбай
2. 1954 «Степная девочка» — Максут
3. 1955 «Девочка и мальчик» — Мурат
4. 1959 «Дорога жизни» — Хаким
5. 1960 «В одном районе» — Нуранбеков
6. 1961 «Горизонт» — табунщик
7. 1961 «Песня зовет» — завклубом
8. 1962 «Мальчик мой!» — эпизод
9. 1962 «Перекрёсток» — народный заседатель
10. 1964 «Алдар Косе» — Ербол
11. 1966 «Крылья песни» — Джигит
12. 1971 «Необычный день» — дядя Асем
13. 1972 «Горизонты» — эпизод

## Награды и звания
- Народный артист Казахской ССР (1958)
- Орден Трудового Красного Знамени (3 января 1959) — за выдающиеся заслуги в развитии казахского искусства и литературы и в связи с декадой казахского искусства и литературы в гор. Москве
- Орден Октябрьской Революции